# Jürgen Andersen
Jürgen Andersen (* um 1620 in Tondern; † 1679 in Kropp) war ein Hardesvogt und Autor einer Reisebeschreibung. Diese Reisebeschreibung wurde 1669 erstmals unter dem Titel „Orientalische Reisebeschreibungen“ zusammen mit der Reisebeschreibung Volquard Iversens von Adam Olearius herausgegeben.

## Leben und Wirken
Andersens erste Lebensjahre sind nicht dokumentiert. Tonderner Kirchenbücher dieser Jahre fehlen. Daher sind seine Familienmitglieder unbekannt. Seine Schulbildung muss ausreichend gut gewesen sein, um später als Hardesvogt tätig werden zu können. Das Vermögen der Eltern war scheinbar derart bescheiden, dass er die Region verlassen musste, um Geld verdienen zu können.
Andersen diente als Soldat und nahm auf deutscher Seite als Musketier am Dreißigjährigen Krieg teil. Danach ging er in die Niederlande und trat als Sergeant (Feldwebel) in die Niederländische Ostindien-Kompanie ein. Im April 1644 bestieg er ein Schiff nach Batavia, wo sich der südostasiatische Hauptsitz der Kompanie befand. Im Herbst 1645 erhielt er hier eine Stelle bei einem militärischen Hauptkommando, dessen Beamter regelmäßig Niederlassungen der Kompanie visitierte.
Die Reisen mit dem Beamten führten Andersen nach Indien und an die Handelsplätze im Norden des Roten Meeres und des Persischen Golfes. Darüber hinaus erreichte er Ceylon, Niederländisch-Formosa und Japan. Im Oktober 1646 überlebte er auf der Rückreise vor der Küste Chinas als einer von wenigen Passagieren einen Schiffbruch. Er geriet in Sklaverei und wurde von Kanton in das Innere Chinas gebracht. Hier nahmen ihn Mongolen gefangen, die ihn in die Mongolei überführten. Andersen floh von dort nach Persien.
In Persien diente Andersen als Artillerist des Schahs Abbas II. und kämpfte 1649 gegen den Großmogul von Indien. Nach seinem Abschied reiste er über das Zweistromland, Damaskus, Kreta, Malta und Rom, das er Anfang Juli 1650 erreichte, zurück in seine Heimatregion nach Lübeck. Von dort plante er, zu einem Bruder in Narva zu ziehen. Superintendent Meno Hanneken empfahl ihm jedoch, an den Hof des Gottorfer Herzogs Friedrich III. zu gehen. Dieser habe großes Interesse an Informationen über fremde Länder und könne ihn sicherlich unterstützen, so Hanneken.
Andersen ging daher im November 1650 nach Gottorf und erzählte dem Herzog von seinen Reisen. Dieser bat ihn um einen umfangreichen schriftlichen Bericht gemäß den mitgeführten Notizen. Der Herzog stellte Andersen anfangs als berittenen Hofdiener („Einspänner“) an. 1654 ernannte er ihn zum Hardesvogt von Kropp, dessen Stelle freigeworden war. Andersen übernahm somit als Herzoglicher Lokalbeamter die Verantwortung für Justiz und Verwaltung von Kropperharde und übte dieses Amt bis 1677 aus.
Andersens Amtszeit endete vermutlich, wie die anderer Beamter des Gottorfischen Hofes, nachdem der König von Dänemark den herzoglichen Anteil Schleswigs sequestriert und die Beamten entlassen hatte. Der Schriftsteller Eberhard Werner Happel, der sich sehr für Reiseberichte aus fremden Ländern interessierte und mit Andersen persönlich bekannt war, datierte dessen Todesjahr auf 1679 und schrieb, dass er in Kropp gestorben sei.
Andersen heiratete am 8. Mai 1654 eine Frau unbekannten Namens. Er hatte mindestens einen dokumentierten Sohn namens Nicolaus, der am 9. Mai 1686 starb. Er wirkte von 1679 bis 1684 als Hardesvogt von Kropp.

## Reisebericht
Andersen hielt während seiner Reise, soweit möglich, sorgfältig alle Ortsbezeichnungen und Reisezeiten fest. Darauf basierend schrieb er einen Bericht. Da er fürchtete, ungerechtfertigt kritisiert zu werden, sah er von einer eigenständigen Veröffentlichung ab. Adam Olearius sorgte stattdessen für die Publikation und fügte eigene Reisebeschreibungen und Berichte von Johann Albrecht von Mandelslo hinzu.
Nachdem der Husumer Volquard Iversen, der ebenfalls dem Herzog unterstand, aus Südostasien zurückgekehrt war, nahm Olearius dies zum Anlass, die Berichte 1669 zu veröffentlichen. Iversens Rückkehr hatte ihm zudem eine Prüfung von Andersens Schilderungen ermöglicht. Die Reiseberichte galten als erste Dokumente eines Deutschen, der China und Innerasien besucht hatte. Das Werk erschien 1670 in niederländischer Sprache.